# Britof (Ukanje)
Britof je majhen gručast zaselek Ukanja tik ob meji z Italijo na griču nad levim bregom mejne reke Idrije v Občini Kanal ob Soči.
Lega Britofa na prisojni strani Kanalskega Kolovrata na nadmorski višini 267 m ob reki Idriji, omogoča dotok toplega zraka iz Furlanske nižine, kar omogoča ugodno kmetovanje. Posebej znani so ti kraji po kostanju maronu. Število prebivalcev v letu 1890 je bilo 31 in se trdovratno manjša vse do danes, ko jih je le še 14 (podatek 2008). Dostop do zaselka s slovenske strani je iz Kanala ob Soči preko Liga, kamor vodi precej ozka, danes sicer regionalna cesta, ki so jo zgradili italijanski vojaki, bistveno boljša cestna povezava pa je po italijanski strani. V zaselku imajo elektriko, vodno oskrbo iz zasebnih zajetij, telefon, odvažajo tudi smeti. Kar nekaj hiš je praznih.
V središču zaselka stoji podružnična cerkev svetega Kancijana, ki kaže poznogotsko arhitekturo in hrani bogato opremo. Pravokotna cerkvena ladja s paličasto profiliranim portalom je bila postavljena leta 1505.
V Britofu je bil leta 1911 rojen Patricij Kodermac, slovenski kapucin, duhovnik in misijonar v Braziliji.